# スバル・トライベッカ
トライベッカ（TRIBECA）は、富士重工業（現・SUBARU）が2005年から2014年にかけて製造・販売していたクロスオーバーSUVである。2007年型まではB9トライベッカ（ビーナイン トライベッカ、B9 TRIBECA）という車名だった。

## 概要
名前の由来は、ニューヨーク市・マンハッタン南西部のトライベッカ (TriBeCa) 地区。製造拠点はアメリカ・インディアナ州のSIA工場。販売は当初は米国とカナダのみだったが、2006年以降メキシコとヨーロッパ大陸でも販売される。
オーストラリア、タイ、イギリス向けに右ハンドル仕様も生産されているが、日本国内での発売は、円安基調（当時）で採算が合わないほか、成熟している国内のSUV市場で新たに顧客を取り込むのは困難との判断により、凍結された（米軍基地付近などで見かられるほか、少数が並行輸入されている。またトライベッカで富士山5合目へ向かうものも多い）。
基本のプラットフォームをスバル・レガシィと共用しているが、リヤサスペンションは専用のダブルウィッシュボーン式サスペンションを採用している。乗車定員は7名の3列シート構造（5名の2列シート仕様車も設定されている）。
スバルらしく卓越した走行性能やスポーティーなデザインの他、航空機メーカーでもある富士重工業らしく、R2やインプレッサと同じく航空機をイメージした「スプレッドウイングズグリル」やインテリアなどを売りにしていたが、インテリアは中々好評な一方でスプレッドウィングスグリルやヘッドライトは不評だった。航空機のデザインエッセンスを取り入れた自動車としては同じく航空機メーカーであり、元GM同門でもあったサーブなどがある。
2007年のニューヨーク・オートショーでは2008年モデルとして大きくイメージを変えたフェイスリフトモデルが発表され、前述の個性的だったフロントデザインは、同社のフォレスターに似たフロントマスクに改められた。また同時に、車名もトライベッカに変更された。

## エンジン
デビュー時はレガシィシリーズに搭載されていた3.0L水平対向6気筒エンジンEZ30を搭載。出力は250HPだった。マイナーチェンジにより、中低速でのパワー不足が指摘されていたエンジンも変更。排気量を3.6Lに拡大した新エンジンEZ36を搭載した。このEZ36はEZ30に対し、使用燃料をレギュラーガソリンに変更しながらも出力を256HPに増大、燃費も向上させている。

## その他
- 米国ではCMソングにカンサスの「Dust In The Wind」を起用した。
- 本車をベースにしたSUVをSAABブランドで「サーブ9-6」として発売する計画があったが、GMと富士重工の資本提携解消に伴い中止された。尚、その「サーブ9-6」についてはプロトタイプがスウェーデンにあるサーブ博物館（英語版）に展示されている[1]。